# 斯普特尼克恋人
《斯普特尼克恋人》，是日本作家村上春树所著的一部長篇小說，于1999年由讲谈社出版。这是村上春树的第九部长篇小说。

## 书名
斯普特尼克是历史上第一颗进入地球轨道的人造卫星，由苏联于1957年10月4日发射升空。其名称意为“旅伴”。在小说中是主人公，同性恋者堇对其爱恋的敏的代称，形容她们的关系如同人造卫星般“偶然相遇，失之交臂，永离永别”。

## 情节与人物

### 堇
堇的名字意为紫罗兰，是她三岁时去世的母亲根据莫扎特的《紫罗兰》起的。想成为职业作家，但从未完成一部完整的作品。对大学失望而退学两年后。在表妹婚宴上遇到比她年长17岁，已婚，同样是女性的敏，于是在二十岁第一次坠入了恋情中。之后她接受了敏的聘请，帮助打理敏的事务所，作为秘书与敏同赴欧洲旅行。堇对敏存在性的冲动，但敏由于“十四年前的事件”而无能为力。于是在一个希腊小岛上，堇失踪了。

### 
敏是在日本出生的韩国人，继承了父亲的贸易公司。在十四年前的一天傍晚，敏在一个瑞士小镇独自坐空中飞车，她乘坐的车厢刚刚从顶端开始下降时，空中飞车突然不动了。她在等待救援时用望远镜寻找自己的住处，却吃惊地看到她自己在和一个她没什么好印象的男人做爱，便失去知觉并受了不少擦伤。一夜之间，她的头发全变白了，而且不仅仅是黑发，半个她，或说另一个她，包括她的性欲和月经，不见了。

### “我”（K）
在文章中以K代替記述。“我”在普普通通的家庭长大，大学毕业后不愿做学问或在一般的公司中挣扎，便做了小学教师。在上大学期间爱上了比自己低两级的堇。堇只愿意把作品原稿给“我”看，但无论如何，对“我”只有喜欢，并无性欲。堇失踪后，“我”接到敏从希腊小岛上来的电话，于是赶到希腊，帮助寻找堇未果。回到日本后，有一天电话响起，堇说自己回来了。并非常想见“我”。

## 影响
村上春树说，写这部作品时，他决意与过去一直采用的文体告别，并尝试采取多视点、视点实时移动的方法写作。
这部小说于1999年4月由讲谈社出版，后来也出版了文库本。繁体中文版为赖明珠译，1999年出版，简体中文版为林少华译，2001年出版。英文版于2001年出版。